# British Columbia Highway 15
Der Highway 15 von British Columbia, verläuft im Gebiet der Stadt Surrey und hat eine Länge von 20 km.
Er bildet zusammen mit der Washington State Route 543 eine Verbindung vom U.S.-Interstate 5 und zum Highway 1. Diese Route muss vom Schwerlastverkehr genutzt werden, der über den Interstate 5 verkehrt, da der benachbarte Grenzübergang am Peace Arch zwischen Interstate 5 und Highway 99 für den kommerziellen Verkehr gesperrt ist.

## Verlauf
Der Beginn des Highways liegt an der Grenze zwischen Kanada und den Vereinigten Staaten. Südlich der Grenze liegt im Bundesstaat Washington der Ort Blaine, der Highway selbst liegt komplett innerhalb des Stadtgebiets von Surrey. Er beginnt an der Siedlung Douglas und folgt streng einer nördlichen Richtung. Nach circa elf Kilometern kreuzt der Highway den Highway 10. Nach weiteren neun Kilometern endet der Highway an der Kreuzung mit dem Highway 1, die Straße wird dann als Highway 17 zum Tsawwassen Ferry Terminal fortgeführt.